# Emblemglyphe

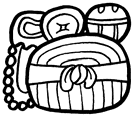
Tikal

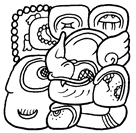
Copán

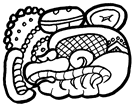
Calakmul

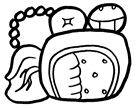
Piedras Negras

Emblemglyphen sind die Stadtwappen der großen Maya-Städte. Manche Städte haben – je nach Entstehungszeit und/oder Schreiber bzw. Steinmetz – mehrere Emblemglyphen und gelegentlich finden sich die Glyphen einer Stadt auch in den Inschriften einer anderen. Darin finden sich die wie im Fall Carosols variantenreichen Titulaturen der Könige, wie zum Beispiel ahau = „Herr“, na ahau = „edle Herrin“ oder ch´ul ahau = „heiliger Herr“, die als primus inter pares, also als „erster unter Gleichen“ herrschten.
Emblemglyphen bestehen regelmäßig aus drei Teilen – dem Ben-Ich-Superfix, dem Wassergruppenpräfix und dem Hauptzeichen. 